# Rethroned
Rethroned – drugi album metalowej fińskiej grupy Northern Kings.

## Lista utworów
1. "Training Montage" (Vince DiCola; "Rocky IV" Soundtrack cover) - 03:32
2. "Wanted Dead Or Alive" (Bon Jovi cover) - 03:51
3. "Kiss From A Rose" (Seal cover) - 04:48
4. "Nothing Compares 2 U" (Sinéad O’Connor cover) - 06:39
5. "View To Kill" (Duran Duran cover) - 05:18
6. "My Way" (Frank Sinatra cover) - 04:21
7. "Strangelove" (Depeche Mode cover) - 04:34
8. "Take On Me" (A-ha cover) - 03:56
9. "I Should Be So Lucky" (Kylie Minogue cover) - 04:42
10. "Killer" (Adamski feat. Seal cover) - 04:31
11. "Roisin Dubh (Black Rose) A Rock Legend" (Thin Lizzy cover) - 07:29
12. "They Don't Care About Us" (Michael Jackson cover) - utwór dodatkowy do japońskiej wersji albumu